# Pośrednia Magura Rycerowa
Pośrednia Magura Rycerowa (niem. Mittlerer Ritterkogel, słow. Prostredná Licierova Magura, węg. Középső-Lovag-hegy, 1933 m) – jeden ze szczytów Liptowskich Kop w słowackich Tatrach. Znajduje się w bocznym ich grzbiecie zwanym Magurą Rycerową, który od Wielkiej Kopy Koprowej odchodzi w północno-zachodnim kierunku. Pośrednia Magura Rycerowa jest zwornikiem; grzbiet rozgałęzia się w niej na dwa ramiona:
- północno-zachodnie oddzielające Rycerowy Żleb od Małego Rycerowego. Ramię to w górnej części jest wąskie, w dolnej rozszerza się do szerokości około 150 m,
- zachodnie biegnące do Niżniej Magury Rycerowej. Ramię to oddziela Rycerowy Żleb od Doliny Szpaniej[4].

Nazwa magura jest pochodzenia wołoskiego. U Wołochów słowo magura oznaczało wzgórze, pagórek, kopiec.
W przeszłości Magura Rycerowa była wypasana. Od 1949 rejon ten stanowi obszar ochrony ścisłej TANAP-u i jest niedostępny turystycznie. Obecnie Pośrednia Magura Rycerowa jest od północnej strony w większości porośnięta lasem i kosodrzewiną, wśród której rosną limby, trawiaste pozostają jej partie szczytowe, niszczone przez lawiny okolice Rycerowego Żlebu i południowe, częściowo trawiaste i bardziej strome stoki (od strony Doliny Szpaniej). Jest dobrze widoczna z czerwonego szlaku turystycznego biegnącego granią główną Tatr od Czerwonych Wierchów na Kasprowy Wierch.